# Ehrenliga Saarland
Die Ehrenliga Saarland war von 1948 bis 1951 die höchste Fußballklasse im nach dem Zweiten Weltkrieg unabhängigen Saarland. Die Liga wurde vom Saarländischen Fußball-Bund organisiert.
Bis zur Saison 1947/48 hatten die besten saarländischen Vereine in der Oberliga Südwest gespielt und wurden 1948 in die neue Ehrenliga eingeordnet. Der stärkste saarländische Verein 1. FC Saarbrücken trat nur mit seiner zweiten Mannschaft in der Ehrenliga an. Die erste Mannschaft spielte stattdessen außer Konkurrenz in der französischen Division 2 bzw. um den Internationalen Saarlandpokal.
Zur Saison 1951/52 wurde das Saarland wieder in das deutsche Ligasystem eingegliedert. Die Ehrenliga wurde als Amateurliga Saarland unter der Oberliga Südwest weitergeführt, wobei der 1. FC Saarbrücken und Borussia Neunkirchen der Oberliga Südwest zugeordnet wurden.

## Meister der Ehrenliga Saarland
- 1948/49: VfB Neunkirchen
- 1949/50: Sportfreunde 05 Saarbrücken
- 1950/51: 1. FC Saarbrücken II